# Torre Endoménech

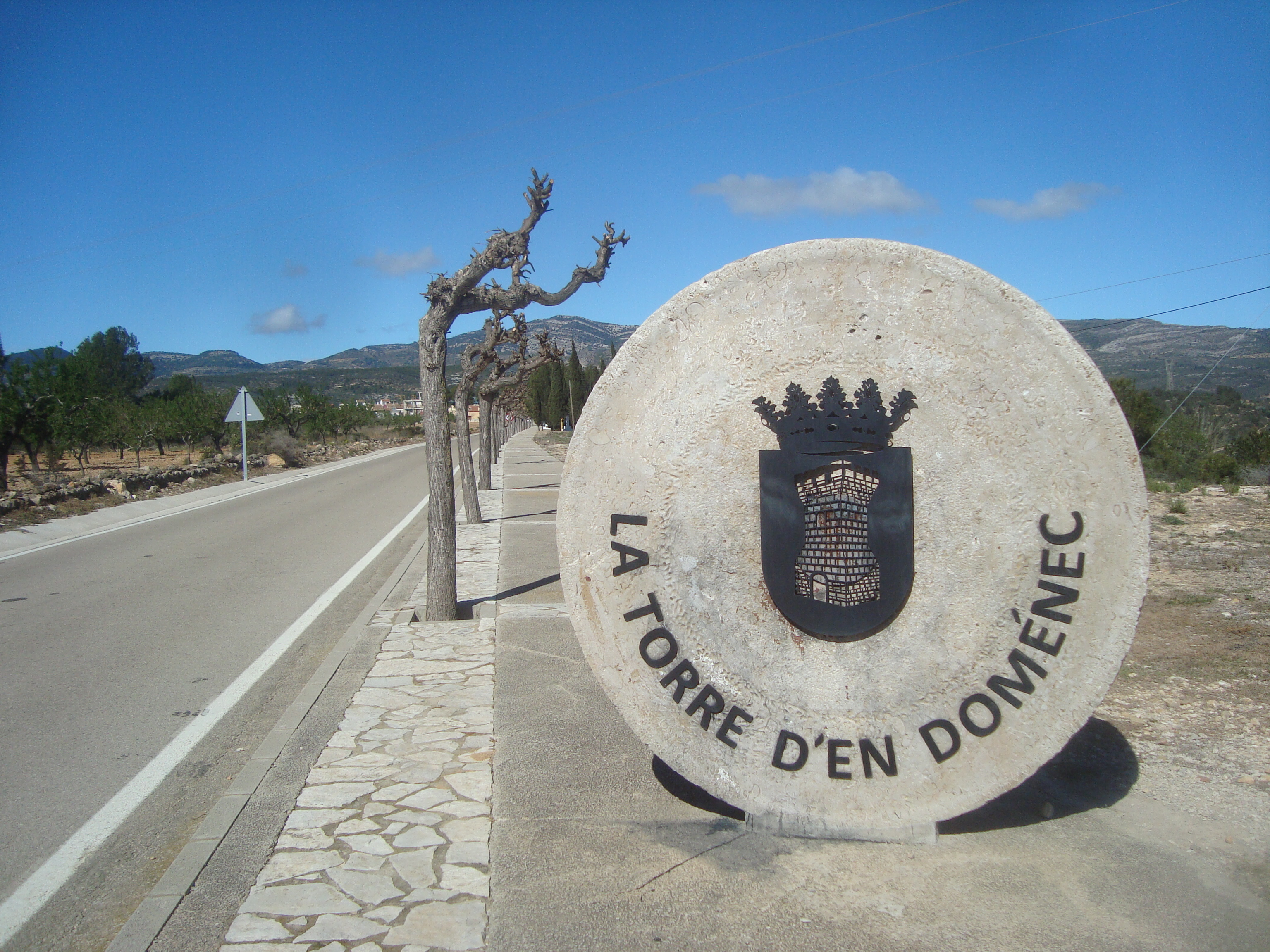
La Torre d'en Doménec.

Torre Endoménech (La Torre d'en Doménec in catalano) è un comune spagnolo di 229 abitanti situato nella comunità autonoma Valenciana.

## Altri progetti

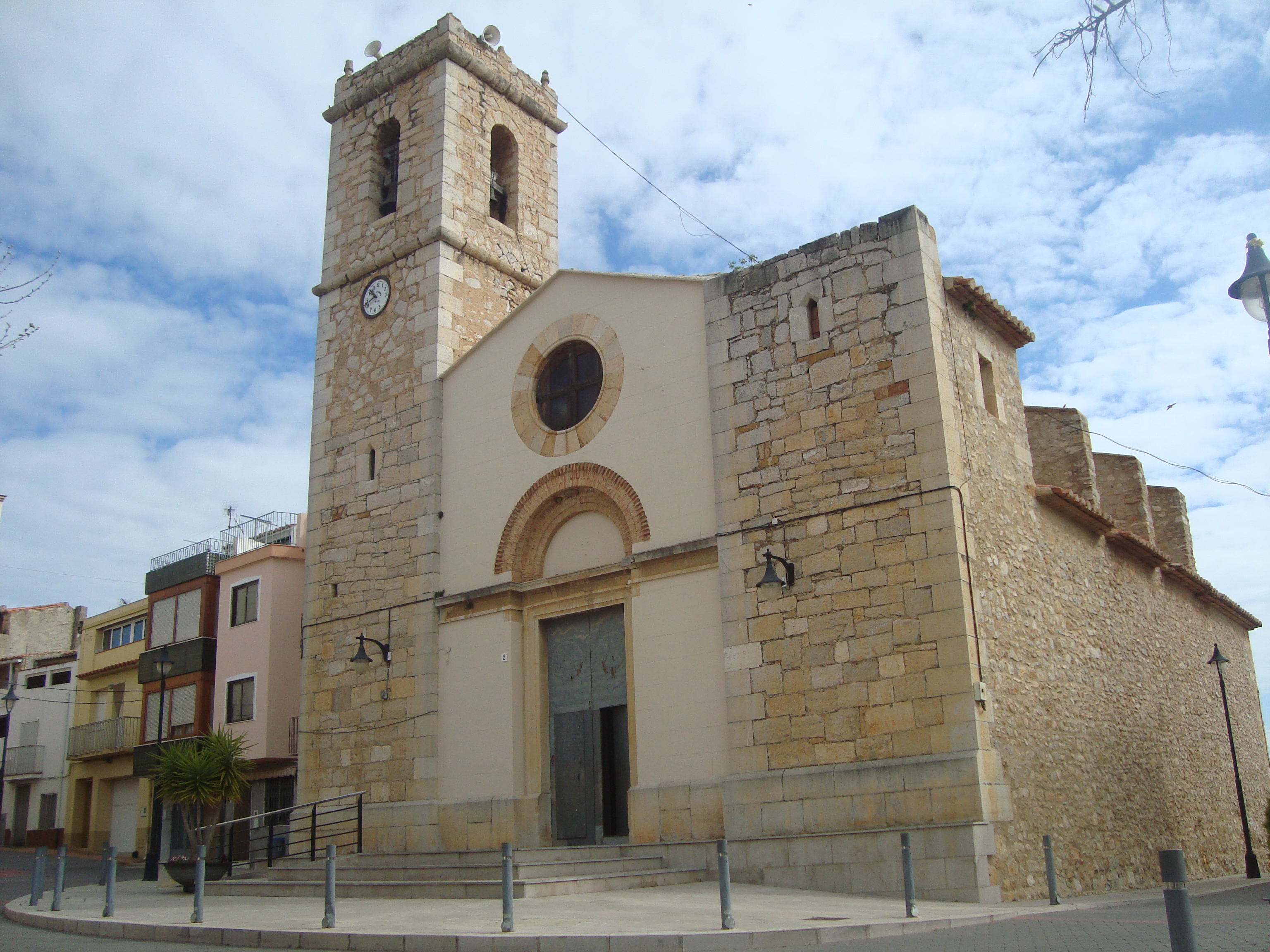
Iglesia parroquial de Santa Quitèria (La Torre d'en Doménec)

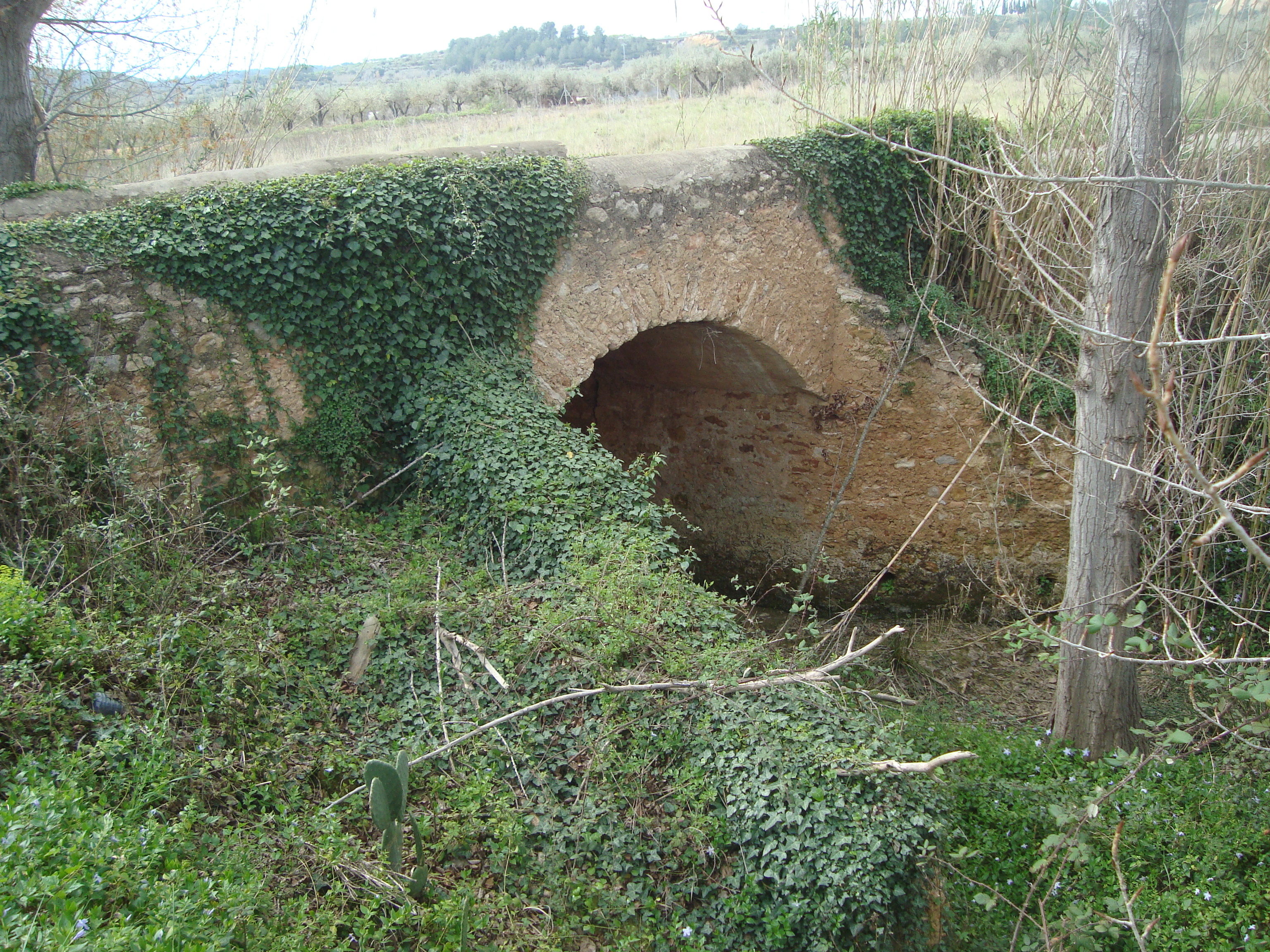
Pont Vell d'Estornés (La Torre d'en Doménec

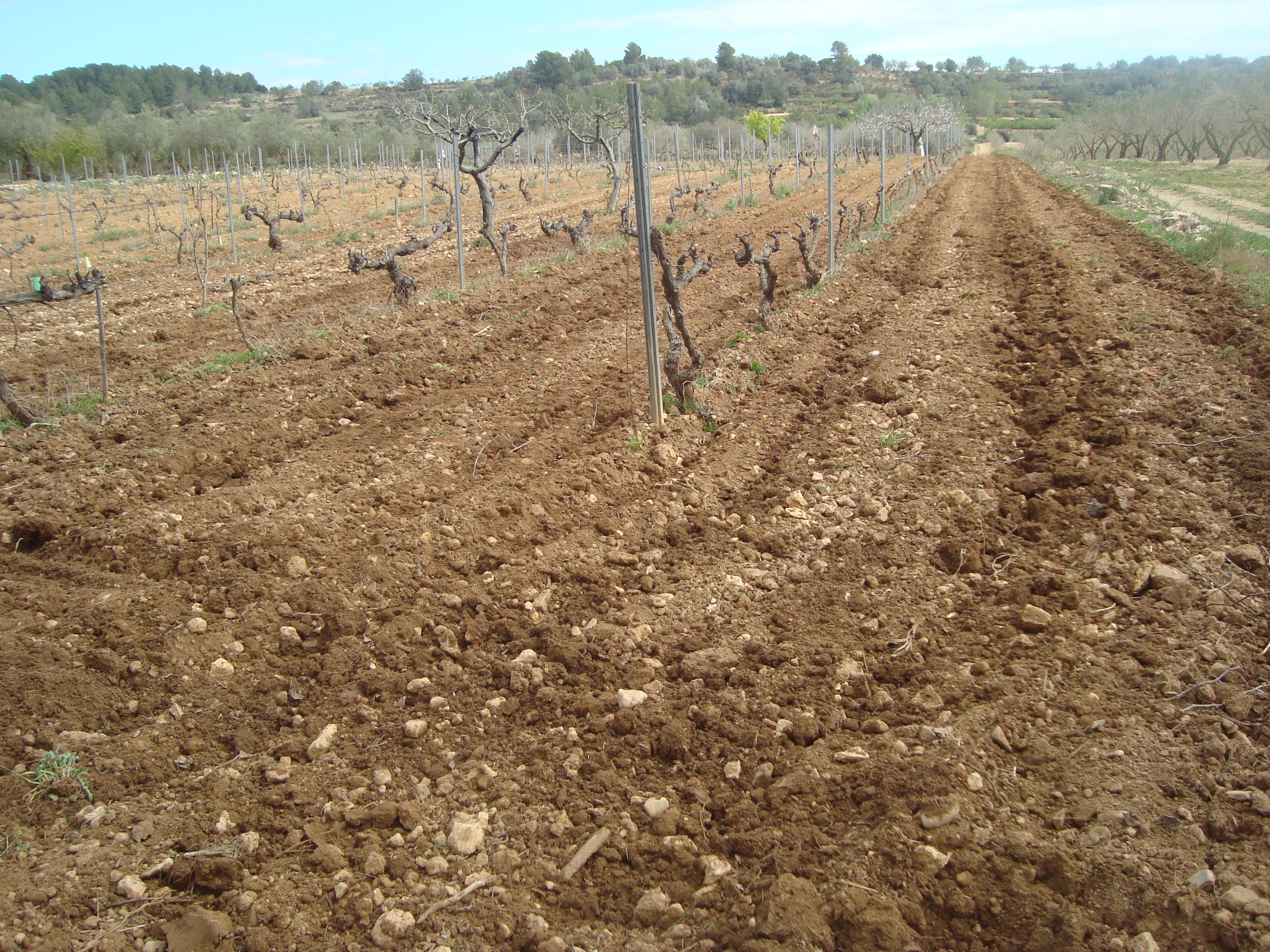
Campo de Viña, agricoltura pluviale (La Torre d'en Doménec).